# Connemara Airport
Connemara Airport (iriska: Aerphort Chonamara) är en flygplats i republiken Irland. Den ligger i den västra delen av landet, 210 km väster om huvudstaden Dublin. Connemara Airport ligger 9 meter över havet.